# А3 (Сърбия)
Автомагистрала А3 в Сърбия (на сръбски: Аутопут А3) е автомагистрала, част от сръбската пътна мрежа. Дълга е 97 км и изцяло е в експлоатация.
Магистралата започва от околовръстния път на Белград минава през Печинци, Рума, Сремска Митровица, Кузмин и се свързва при ГКПП Батровци-Баяково с Хърватия и с хърватската Автомагистрала А3.
По автомагистрала А3 минават европейски маршрути, свързващи със Западна Европа – Е70.
|  | Тази страница частично или изцяло представлява превод на страницата Roads in Serbia#Serbian motorways в Уикипедия на английски. Оригиналният текст, както и този превод, са защитени от Лиценза „Криейтив Комънс – Признание – Споделяне на споделеното“, а за съдържание, създадено преди юни 2009 година – от Лиценза за свободна документация на ГНУ. Прегледайте историята на редакциите на оригиналната страница, както и на преводната страница, за да видите списъка на съавторите. ВАЖНО: Този шаблон се отнася единствено до авторските права върху съдържанието на статията. Добавянето му не отменя изискването да се посочват конкретни източници на твърденията, които да бъдат благонадеждни. |